# Simraha Sigiyoun
Simraha Singiyon (en népalais : सिम्राहा सिंगियोन) est un comité de développement villageois du Népal situé dans le district de Saptari. Au recensement de 2011, il comptait 5 213 habitants.